# Стефан VI (VII)
Стефан VI (VII) (лат. Stephanus PP. VI (VII); ? — август 897) — папа римский с 22 мая 896 года по август 897 года. Задушен в тюрьме.

## Биография
Римлянин. Сын священника по имени Иоанн. Стефан VI принадлежал к сполетскому феодальному дому Гвидонидов. Стоявшие во главе фамилии Гвидо и его сын Ламберт принудили понтификов Стефана V (VI) и Формоза короновать их императорами Священной Римской империи. Формоз, однако, повёл собственную игру и попытался противопоставить Гвидонидам фигуру Арнульфа Каринтийского, в котором он видел законного наследника престола Карла Великого.
После смерти Формоза сторонники Гвидонидов устранили его преемника Бонифация VI и овладели Римом. Папой был избран Стефан, занимавший тогда епископскую кафедру в Ананьи. Его понтификат был ознаменован беспрецедентным Трупным синодом, инициатором которого считается Ламберт Сполетский: чтобы угодить сполетанцам, Стефан VI инсценировал жуткий суд над Формозом, труп которого приказал вырыть из могилы, одеть в папские одежды и посадить на скамью подсудимых. После судебного разбирательства Формоза обвинили в нарушении церковного права. С него сняли папские одежды и отрубили ему три пальца правой руки, которой он благословлял народ. Затем изрубленный труп Формоза был брошен в Тибр. Поступок Стефана возмутил население Рима. По прошествии нескольких месяцев папу заключили в тюрьму, где он был задушен.
Смерть Стефана не принесла церкви мира. В течение последующих двенадцати лет в Латеране царствовали междоусобие, кровопролитие и террор.